# Privatgymnasium Borromäum
Das Privatgymnasium Borromäum ist ein Erzbischöfliches Privat-Gymnasium in Salzburg, es war bis zum Herbst 2020 die letzte reine Bubenschule Österreichs. Schulerhalter ist die Erzdiözese Salzburg.

## Geschichte
1849 erhielt der seit 1836 existierende Konvikt des Erzbistums Salzburg eine eigene Lehranstalt: das „Collegium Borromaeum“ im ehemaligen Graf-Lodron-Laterano-Primogenitur-Palast (seit 1978 in den Gebäudekomplex Neues Mozarteum integriert). Die Schule ist benannt nach dem hl. Kardinal Karl Borromäus aus der ital. Adelsfamilie Borromeo. Anfangs zogen 40 Buben ein, die im Akademischen Gymnasium in dem Universitätsgebäude unterrichtet wurden.
1879 wurde es als „Fürsterzbischöfliches Privatgymnasium Collegium Borromaeum“ staatlich anerkannt. Mit der Errichtung war das Ziel verbunden, zur Heranbildung zukünftiger Geistlicher beizutragen, auch wenn sich nicht alle für diese Laufbahn entschieden. Um 1900 wurden bereits 200 Knaben unterrichtet, die fast alle in dem Internat am Mirabellplatz untergebracht werden.
1910 zog die Schule auf die Arenberggründe (Stadtteil Parsch) um. Die Pläne hierzu entwarfen Matthäus Schlager sowie Balthasar Kaltner (Weihbischof von Salzburg). Das Gebäude wurde von Kardinal Johannes Katschthaler eingeweiht.
In den Jahren 1914 bis 1918 – in der Zeit des Ersten Weltkriegs – wurde ein Teil des Hauses ein Militärspital. In den letzten Kriegsjahren war der Mangel an Heizmaterial und Lebensmitteln sehr groß. Von den 74 zum Kriegsdienst eingezogenen Schülern sind 45 gefallen. 1918 Nach dem Krieg konnte mit Hilfe amerikanischer Gönner der Schulbetrieb wieder aufgenommen werden.
1938 wurde die Schule durch das NS-Regime enteignet und in Gaismair-Hof umbenannt. 1939 wurde es in die „NS-Erziehungsanstalt Kreuzberg“ umgewandelt. In dem Gebäude wurden auch Ämter des Reichsnährstandes untergebracht. 1946 nahm das Borromäum wieder seinen Schul- und Internatsbetrieb auf.
1951 wurde ab dem 31. Juli im Borromäum eine dreitägige internationale Pfadfinderkonferenz abgehalten. Es kamen Delegationen aus 34 Ländern. Die Konferenz wurde von Lady Olave Baden Powell of Gilwell eröffnet. Die Konferenz war der Auftakt zum Weltjamboree in Bad Ischl 1957, an dem dann 15.000 Personen aus der weltweiten Pfadfinderbewegung teilgenommen haben.
1962/63 konnten 23.000 m² Grundstücke von der angrenzenden Landwirtschaft erworben werden. Auf diesem Gelände entstanden die Sportanlagen der Schule, wobei auch Hühner und Schweine gehalten wurden und Gemüse für den Eigenbedarf des Internatsbetriebes angebaut wurde.
Ab den 1980er Jahren ging der Internatsbetrieb stark zurück und wurde 2001 ganz eingestellt. In den Internatsräumen wurden verschiedene Institute der Erzdiözese, darunter auch die „Katholische Pädagogische Hochschule Edith Stein“ für die Ausbildung katholischer Religionspädagogen, untergebracht.
2002 bis 2006 wurde das Borromäum saniert. 2020 wurde die Schule in ein Gymnasium für Buben und Mädchen umgewandelt, wobei 2022 etwa 460 Schüler und Schülerinnen unterrichtet wurden. Als Schwerpunkte werden Musik sowie Natur und Technik gepflegt.
2022 werden auf den freien Grundstücken von der Erzdiözese Wohnhäuser für den allgemeinen Wohnungsmarkt zur Vermietung gebaut.

## Leitung
- 2014–2024 Winfried Penninger
- Seit 2024 Maria Weikinger

## Schulgelände
Das EB.-PG. Borromäum verfügt über weitläufige Außenflächen inklusive mehrerer Fußballfelder, einem Beachvolleyballplatz, einem Street-Soccer-Platz, Sprint- und Weitsprungstrecken und einer Laufrunde, genannt die „Borromäumsrunde“. Eine großräumige Sporthalle rundet das sportliche Angebot ab.
Das Gebäude beherbergt einen Kunstsaal, zwei Werkräume, zwei Musiksäle, und einen Meditationsraum. Zudem einen Biologie/Chemiesaal, einen Physiksaal, eine Bibliothek sowie zwei große Computerräume. Der alte Turnsaal ist heute der sogenannte „Festsaal“ und wird für Feierlichkeiten und Veranstaltungen genutzt. Des Weiteren befindet sich im Mittelteil des Gebäudes der Speisesaal der Schüler sowie eine hauseigene Kirche. Im obersten Stockwerk ist zudem ein Oratorium untergebracht.
Die Speisen der Schüler und der Lehrerschaft werden frisch in der Küche des Hauses zubereitet, in der Großen Pause können die Schüler zudem Jause an einem Kiosk im Atrium des Gebäudes erwerben.
Zurzeit sind große Umbauarbeiten des Geländes sowie Umstrukturierungen des Schulbetriebs in Planung. Auf dem Bildungscampus wird eine Bildungsanstalt für Elementarpädagogik mit 16 Klassen und mit zugehörigem Kindergarten errichtet. Entlang der Gaisbergstraße entstehen auch mehrere Baukörper mit Mietwohnungen und Geschäftszeilen.

## Schulbetrieb
Pro Jahrgang der Unterstufe werden zwei bis drei erste Klassen aufgenommen, jede mit einem Schwerpunkt (Naturwissenschaften oder Musik), der zumindest bis zur Oberstufe weitergeführt wird. Je nach Anzahl der Schüler des Jahrgangs beim Eintritt in die Oberstufe, werden eine bis drei Klassen (nach etwaiger Zusammenlegung) weitergeführt, wobei nach Möglichkeit der Schwerpunkt beibehalten wird.
Die Schule nimmt seit Herbst 2020 erstmals in ihrem mehr als 100-jährigen Bestehen auch Mädchen auf und damit gibt es in Österreich seitdem keine reinen Bubenschulen mehr.

## Lehrer
- Johann Baptist Näf (1827–1911), unterrichtete Sprachen, Pfarrer und Bibliothekar.

## Schüler und Absolventen
- Matthäus Appesbacher (* 1938), Geistlicher, emeritierter Domkapitular und ehemaliger Bischofsvikar
- Ägydius Außerhofer (* 1951), Geistlicher, Priester, ehemals Pfarrer bzw. Pfarrprovisor von Puch und Oberalm
- Karl Berg (1908–1997), Geistlicher, von 1972 bis 1988 der 76. Erzbischof der Erzdiözese Salzburg
- Rainer Buland (* 1962), Kulturhistoriker, Spieltheoretiker, Autor und Fotograf, Leiter des Instituts für Spielforschung und Playing Arts der Universität Mozarteum Salzburg
- Cardiac Move, österreichische Rockband, gründete sich während der Schulzeit am Borromäum
- Georg Eder (1928–2015), Geistlicher, von 1988 bis 2002 der 77. Erzbischof der Erzdiözese Salzburg
- Jakob Geier (* 1995), Geistlicher
- Leonhard Golser (* 1994), Musiker (u. a. bekannt als Karl Kayzer, Gitarrist der Band „Coperniquo“ oder Mitglied des Duos „LOVEBOAT“)
- Wolf Haas (* 1960), Schriftsteller
- Adam Hefter (1871–1970), Geistlicher, von 1914 bis 1939 Bischof der Diözese Gurk-Klagenfurt
- Friedrich Karl Hermann OSB (1913–1997), Ordensgeistlicher, 1951–1983 Professor für Kirchengeschichte an der Universität Salzburg, 1968/1969 Dekan der Katholisch-Theologische Fakultät
- Hansjörg Hofer (* 1952), Geistlicher, Weihbischof der Erzdiözese Salzburg
- Reinhold Kainhofer, Mathematiker, Sänger im Arnold Schoenberg Chor und Software-Entwickler
- Gottfried Laireiter (* 1958), Geistlicher, Domdechant
- Andreas Laun (1942–2024), Ordensgeistlicher, Moraltheologe, von 1995 bis 2017 Weihbischof der Erzdiözese Salzburg
- Günther Matzinger (* 1987), Para-Triathlet, ehemaliger Leichtathlet, Unternehmer, 3-facher Medaillengewinner bei den Paralympischen Spielen, Österreichs Behindertensportler des Jahres 2012
- Harald Mattel (* 1977), Geistlicher, Bischofsvikar, ab 2024 Generalvikar der Erzdiözese Salzburg
- Christoph Mayer (* 1976), Lehrer
- Wolfgang Mayer (* 1978), Politiker (ÖVP), Klubobmann und Landesgeschäftsführer der Salzburger Volkspartei, Abgeordneter zum Salzburger Landtag
- Michael Pouget (* 1997), Handballspieler
- Lukas Reichle (* 2000), Basketballspieler
- Sebastian Ritter (1917–2001), Geistlicher, 1972–1987 Finanzkammerdirektor der Erzdiözese Salzburg, Domdechant, Apostolischer Protonotar
- Roman Roither (1936–2013), Geistlicher, u. a. Pfarrer und Kapitularkanonikus des Kollegiatstifts Seekirchen
- Balthasar Sieberer (* 1941), Geistlicher, Rektor des Bildungszentrums Borromäum, emeritiertes Mitglied des Domkapitels, u. a. ehemaliger Generaldechant, Stadtdechant und Leiter des Seelsorgeamtes
- Alexander Soucek, Head of International Law Division bei der Europäischen Weltraumorganisation
- Sebastian Scheichl (* 1996), Fotograf
- Stefan Schnöll (* 1988), Jurist und Politiker (ÖVP), Landeshauptmann-Stellvertreter des Bundeslandes Salzburg
- Franz Steininger (1940–2020), Ordensgeistlicher, Pater im Benediktinerstift Seitenstetten
- Eberhard Alfred Steinbrecher (1909–1988), Ordensgeistlicher, Pater im Stift Sankt Peter
- Franz Vavtar (* 1946), Emeritierter Assoziierter Universitätsprofessor an der Universität Innsbruck
- Martin Walchhofer (* 1942), Geistlicher, u. a. Bischofsvikar, Mitglied des Domkapitels und des Erzbischöflichen Konsistoriums, ehemaliger Regens im Priesterseminar Salzburg und im Borromäum
- Josef Weikinger (* 1965), Politiker (ÖVP), ehemaliger Lehrer, seit 2004 Bürgermeister von Strobl
- Noah Weiser (* 2002), Handballspieler
- Christoph Wiederkehr (* 1990), Politiker (NEOS), Landeshauptmann-Stellvertreter und Vizebürgermeister von Wien, Stadtrat, Stellvertretender Bundesvorsitzender von NEOS
- Franz Zaunschirm (* 1953), Komponist, Dirigent, emeritierter Universitätsprofessor und Musikpädagoge
- Karl Zallinger (* 1961), Politiker (ÖVP), Abgeordneter zum Salzburger Landtag, Geschäftsführer des Kolpinghauses Salzburg, Landesobmann des Österreichischen Arbeitnehmerinnen- und Arbeitnehmerbundes